# ジュンツ・パル・シ
ジュンツ・パル・シ（カタルーニャ語: Junts pel Sí、JxSÍ ）は2015年9月27日に行われた2015年カタルーニャ自治州議会選挙のために設立された選挙連合である。この選挙連合は、カタルーニャ民主集中（CDC）、カタルーニャ共和主義左翼（ERC）、カタルーニャ民主主義者（DC）、左翼主義者運動（MES）などの政党によって構成され、その目的はカタルーニャの独立を宣言することにある。党名は「イエス（Sí）へ共に」を意味する。
他にはカタルーニャ民族会議（ANC）、オムニウム・クルトゥラル、独立のための自治体協会、スマテなどの独立主義を標榜する組織が参加した。また独立のためのカタルーニャ連帯、Reagrupament、カタルーニャ・シ、カタルーニャ・アクシオー、アバンセムなどが支持を表明した。人民統一候補（CUP）はこの選挙連合の候補者リストへの参加について打診されたものの、最終的に参加を辞退した。
バルセロナ県の候補者リスト筆頭はカタルーニャ緑のためのイニシアティブの元欧州議会議員のラウル・ルメーバで、カルマ・フルカデイ（ANC）、ムリエル・カザルス（オムニウム・クルトゥラル）、アルトゥール・マス（CDC）、ウリオル・ジュンケーラス（ERC）と続く。ジローナ県の候補者リスト筆頭はシンガーソングライターのリュイス・リャック、タラゴナ県はエコノミストのジャルマー・ベル、リェイダ県は公務員のジュゼップ・マリーア・フルネーと決した。

## 経緯

### 選挙連合の設立

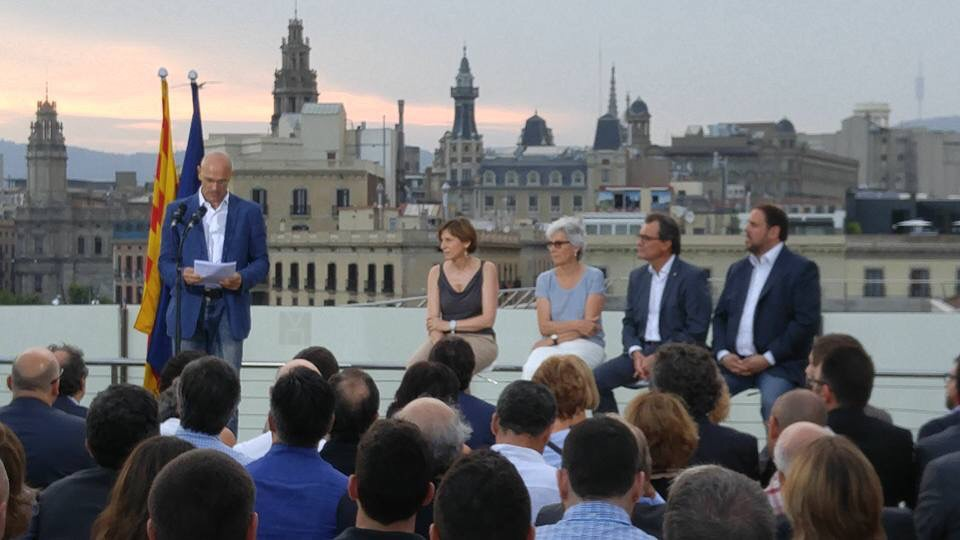
2015年7月20日の選挙連合発表会見。

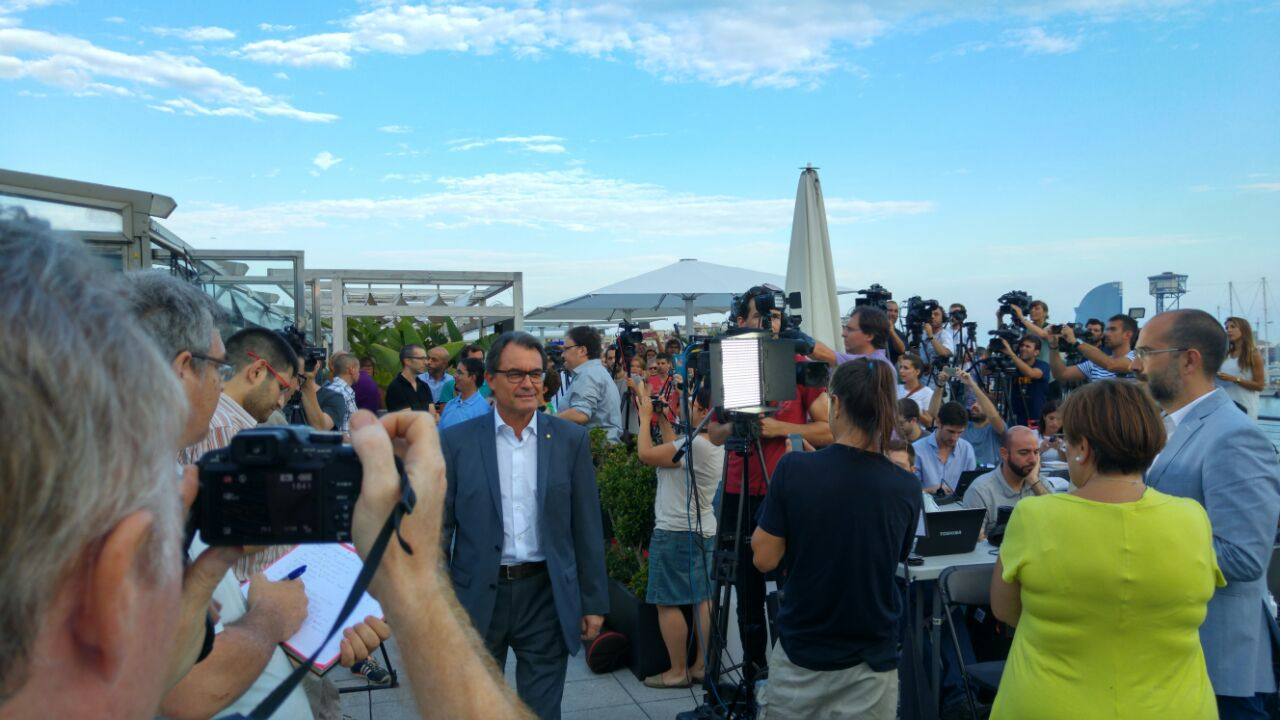
ジュンツ・パル・シ発表会見状に入場するアルトゥール・マス。

2015年7月中旬CDCとERC、そして独立主義団体のANCとオムニウム・クルトゥラルの間で2015年9月の州議会選挙での独立派の候補者リストについての協定が締結された。CDCとERC両党の執行部によって、バルセロナ県の候補者リストにまず3人の政党に属さない人物、ついでマスとジュンケーラス、そして3人の無所属候補を載せることが決められた。この8人に次いでCDCとERCの党員の中から6対4の割合でカタルーニャ民主主義者と左翼運動家を候補者とすることとなった。
人民統一候補（CUP）はリストへの参加を呼び掛けられたが、当初の候補者リストの提案が変更されたことにより、選挙連合への参加を最終的に拒否した。この協定では、選挙勝利の場合、州首相にはCDCから、一方ERCからは副首相とカタルーニャ州議会議長が選出されることが取り決められた。つまり、アルトゥール・マスが州首相職に、ウリオル・ジュンケーラスが州副首相職に就くというものであった。言い換えれば結果が勝利の場合、CDCとERC中心の政権とするというものであったため、この案にはCUPは当初から反対であった。
ジュンツ・パル・シは2015年7月20日カタルーニャ歴史博物館の屋上テラスでバルセロナ県のリスト上位5名（この時点での）の候補者臨席の上、支持政党および支持勢力を前に、そしてマスコミに対し大々的に公表された。

### 候補者名簿の作成
2015年7月24日ジュンツ・パル・シは独立のためのカタルーニャ連帯の支持を得た。また、同日ジローナ県とタラゴナ県の候補者リスト第1位、リュイス・リャックとジャルマー・ベル、が発表された。バルセロナ県のリストにはCDCが推す
元サッカー選手で、サッカー指導者のペップ・グアルディオーラの名も見られた。
翌7月25日土曜、ERCは党大会で執行部承認の後CDCとの共同候補者リストを作成することを採択し、さまざまな出自の寄せ集めである同リストを公表した。同日社会運動団体のカタルーニャ憲法制定プロセスは自決権を声高に主張するいかなる政党（ジュンツ・パル・シ、人民統一候補、カタルーニャ・シ・カ・アス・ポット）も支持しないことと、9月27日の州議選にも出馬しない意思を示した。

### 選挙運動期間
8月末の数日間州議選に向けての戦略を練り上げる最中に、ERCによって共同候補者リストが過半数を確保できなかった場合あるいは目標にはるかに及ばなかった場合について、CUPなどの外部勢力の支持を頼むのかという内部アンケート調査が行われた。
また、CDC党本部の政党登録と同時期に、統一候補を形成した諸政党の一つである同党に対する反汚職調査が行われたことで、選挙連合推進者の中心人物の一人であるマスに打撃を与えた。このことに対してジュンツ・パル・シのリーダーたちは選挙連合の公開式典でスペイン国家の独立派に対する「脅し」であると非難した。

## 選挙結果
ジュンツ・パル・シと人民統一候補の独立派が半数を超える72議席を取ったものの、得票数では過半数に届かず、直前の予想を下回る結果となった。また、これは前回選挙で独立派（CiU、ERC、CUP）が獲得した74議席を2議席下回る結果であった。ジュンツ・パル・シは1,620,973票（39.54%）を得、獲得議席は62議席に終わり、第1党とはなったものの、目指していた過半数には達せず、改選前にジュンツ・パル・シを構成するCDC（CiUの議席、50議席）とERC（21議席）を合わせた議席より9議席も減らす結果となった。また、独立派支持の多いリェイダ県、ジローナ県と独立派不支持のバルセロナ県との間の一票の格差が最大2.4倍にも上ることが指摘された。